# R255 (Russland)

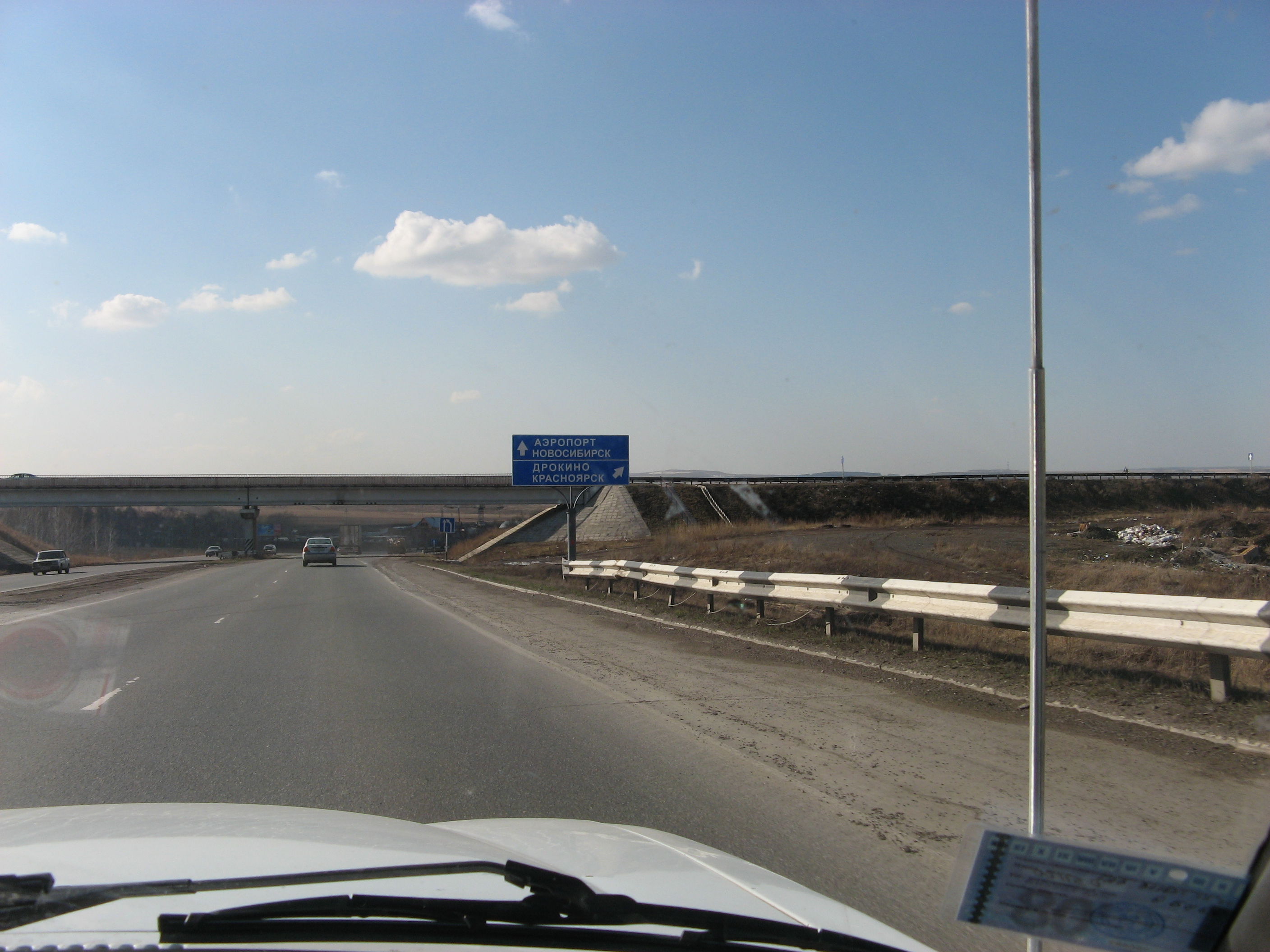
Die R255 bei Krasnojarsk

Die R255 Sibir („Sibirien“) ist eine russische Fernstraße in Sibirien. Sie führt von Nowosibirsk in östlicher Richtung über Krasnojarsk nach Irkutsk und ist 1831 Kilometer lang. Die R255 ist neben den Trassen M5 Ural, R254 Irtysch, R258 Baikal, R297 Amur und A370 Ussuri Teil der transkontinentalen Straßenverbindung von Moskau nach Wladiwostok und damit des AH6 im Asiatischen Fernstraßennetz.
Die Straße erhielt die Nummer R255 im Jahr 2010. Zuvor trug sie die Nummer M53.

## Verlauf
0000 km / ± 000 km – Nowosibirsk
0059 km / + 059 km – Moschkowo
0130 km / + 071 km – Bolotnoje
Oblast Kemerowo
0168 km / + 038 km – Jurga, Beginn eines Nebenzweigs nach Tomsk (99 km)
0246 km / + 078 km – Topki
0274 km / + 028 km – Kemerowo
0372 km / + 098 km – Krasny Jar
0444 km / + 072 km – Mariinsk
0497 km / + 053 km – Tjaschinski
Region Krasnojarsk
0571 km / + 074 km – Bogotol
0633 km / + 062 km – Atschinsk
0671 km / + 038 km – Kosulka
0781 km / + 110 km – Jemeljanowo
0796 km / + 015 km – Krasnojarsk, Abzweigung der R257
0868 km / + 072 km – Kamartschaga
0912 km / + 044 km – Ujar
0992 km / + 080 km – Kansk
1020 km / + 028 km – Ilanski
1050 km / + 030 km – Nischni Ingasch
Oblast Irkutsk
1128 km / + 078 km – Jurty
1160 km / + 032 km – Taischet
1199 km / + 039 km – Rasgon
1227 km / + 028 km – Alsamai
1250 km / + 023 km – Samsor
1287 km / + 037 km – Uk
1317 km / + 030 km – Nischneudinsk
1370 km / + 053 km – Chudojelanskoje
1408 km / + 038 km – Budagowo
1440 km / + 032 km – Tulun
1466 km / + 026 km – Scheragul
1510 km / + 044 km – Kuitun
1573 km / + 063 km – Sima
1628 km / + 055 km – Salari
1659 km / + 031 km – Kutulik
1690 km / + 031 km – Tscheremchowo
1756 km / + 066 km – Ussolje-Sibirskoje
1785 km / + 029 km – Angarsk
1831 km / + 046 km – Irkutsk

## Transsibirien-Highway
Die Fernstraße R255 ist Teil des nicht offiziellen Straßennamens des Transsibirien-Highways von St. Petersburg nach Wladiwostok.